# Courchamps (Aisne)
Courchamps ist eine französische Gemeinde mit 82 Einwohnern (Stand 1. Januar 2022) im Département Aisne in der Region Hauts-de-France (vor 2016 Picardie). Sie gehört zum Arrondissement Château-Thierry, zum Kanton Villers-Cotterêts und zum Gemeindeverband Région de Château-Thierry.

## Geografie
Die Gemeinde Courchamps liegt 13 Kilometer nordwestlich der Stadt Château-Thierry.
Umgeben wird Courchamps von den Nachbargemeinden Priez im Norden, Monthiers im Osten, Licy-Clignon im Süden sowie Hautevesnes im Westen.

## Bevölkerungsentwicklung
| Jahr                       | 1962 | 1968 | 1975 | 1982 | 1990 | 1999 | 2011 | 2021 |
| Einwohner                  | 62   | 50   | 42   | 64   | 107  | 98   | 90   | 83   |
| Quellen: Cassini und INSEE |      |      |      |      |      |      |      |      |

## Sehenswürdigkeiten

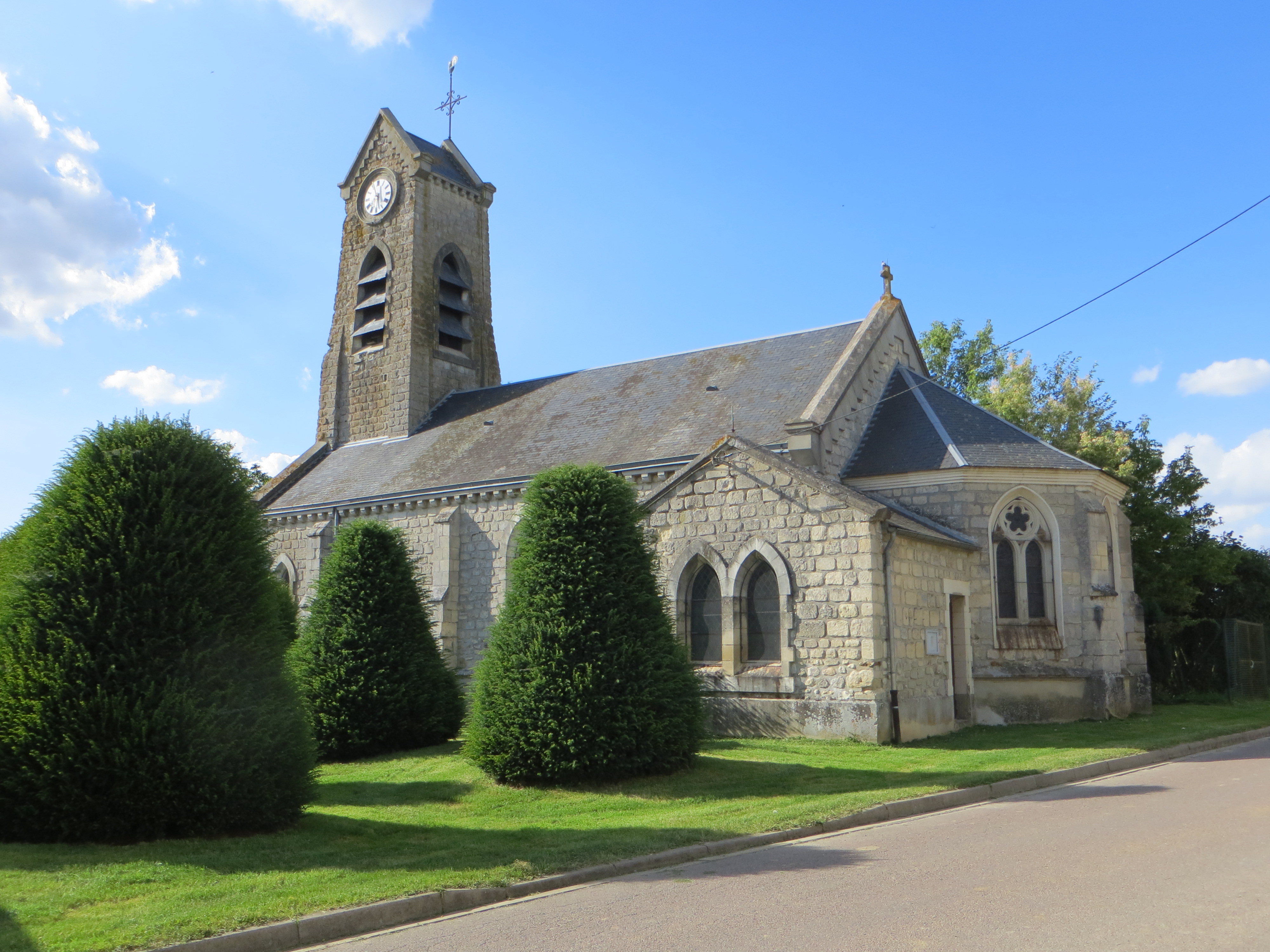
Kirche Saint-Jean-Lambert

- Kirche Saint-Lambert
- Wasserturm